# 安娜·谢伊
安娜·艾莉卡·谢伊（1961年1月30日—2023年6月1日），美国名媛、商人及电视工作者，以Netflix真人秀节目《璀璨帝国》知名。

## 早年生活
谢伊在1961年1月30日生于日本东京，是家中两个孩子中较年长者，弟弟名叫艾伦·谢伊（Allen Shay），除此之外还拥有一个同母哥哥，为其母亲在第一段婚姻里所生。她的父母均是商人，父亲爱德华来自美国，母亲则是一名出身于贵族的日裔俄罗斯人。1968年，谢伊随家人搬到了洛杉矶的汉考克公园。
谢伊拥有一个不明的宠物猴，为其母亲在日本居住期间所买，后来谢伊曾把它带上一趟飞往美国的泛美航空航班，为了防止被机组工作人员禁止，谢伊特意把这只猴子乔装成了一个人，并称其是她的妹妹，不过其实在此之前她的父亲已经知道了相关情况，并已提前疏通了空乘人员。
谢伊曾就读于洛杉矶谢尔曼奥克斯的私立高中巴克利学校，毕业后又进入了洛杉矶的私立研究型大學南加州大学。大学毕业后，谢伊开始展露出艺术方面的天赋，其中对于音乐和电影行业尤为有兴趣。
谢伊的父母在她的青年时期为她雇佣了一些保镖，但她经常喜歡偷偷逃开，导致保镖纷纷遭到停职，之后她的父亲开始对这些保镖开展测试，以使他们能保证谢伊下次不会再逃脱。父亲去世后，谢伊将自己的保镖团队扩充到了两倍，并时常让他们陪同在身边，即使是在自己的房子里亦不例外，不过到了晚年时期，谢伊又重新养成了逃避保镖的习惯。

## 职业生涯
谢伊的父母在世时非常不希望谢伊外出工作，不过在2010年，谢伊的母亲成立了一个以自己和丈夫命名的非营利性家庭基金会，其业务主要集中在教育、艺术、表演艺术和音乐等领域，谢伊在基金会创立之初就进到了里面工作。
谢伊的父亲在1955年9月创立了全球国防及政府服务承包商“太平洋建筑工程公司”（Pacific Architects and Engineers，PAE），谢伊是这家公司的继承人之一，父亲去世后，谢伊与弟弟艾伦共同掌握公司的控制权。2006年8月16日，谢伊和弟弟把太平洋建筑工程公司以12亿美元的价格全款卖给了洛克希德·马丁。
谢伊接受过承包商人的训练，并拥有相应的合格证书。
2021年1月15日，谢伊参与了她的首档电视节目《璀璨帝国》，此后开始爆红，并成为了粉丝最为喜爱的嘉宾。节目的执行制片人杰夫·詹金斯找到谢伊时，谢伊以为对方是让自己从事幕后工作，导致她在最初面对镜头时感到不知所措。另外，谢伊在第一季的工作的工资发放之后，谢伊一直不知道如何处理这些钱，甚至以为打到自己账户上的钱系属于其他员工，导致她后来忘记提现。其后，该节目的第二季和第三季分别于2022年5月13日及10月5日上线，并在2023年4月19日停止播出，在此期间，谢伊一共参加了22集。

## 慈善事业
谢伊参加过众多慈善活动，曾经担任过乔治·洛佩兹基金会的董事会成员，该基金会主要致力于提高公众对肾病及器官捐献的认知。

## 个人生活
谢伊对于私生活极为保密，好友杰夫·詹金斯在谈到她的私生活时表示她的整个家庭都把隐私看的很重，她本人只透露过她生命中最重要的三个人是她的父母和儿子，并推测她可能并未和父母生活过太长时间。谢伊曾经嫁给肯尼斯·约翰·坎普（Kenneth John Kemp），后者本人及其往上两代均为洛杉矶消防局的消防员，两人之间的婚姻维持了三年时间，并在1993年10月5日生下了谢伊唯一的儿子肯尼斯·爱德华·“肯尼”·谢伊-坎普（Kenneth Edward "Kenny" Shay-Kemp），而爱德华又育有一个女儿。谢伊与坎普离婚后，爱德华由谢伊独自抚养。在与坎普的婚姻中，谢伊的法律登记名字为安娜·艾莉卡·坎普，不过后来又重新改回了“谢伊”。2015年2月12日，《BuzzFeed》刊登了一则关于谢伊儿子的特别报道，称他完全继承了谢伊的巨额财产，不过却是一名重度“瘾君子”，并在以前住所的地下室内的保险库中存放着价值50万美元的大麻用具，而这间地下室原本的设计目的是一间酒窖。另外，谢伊的儿子也以客串嘉宾的身份参加过《璀璨帝国》第一季的第四集。
谢伊一共结过四次婚，且均以离婚告终，不过每段婚姻的收场都较为和平。除坎普外，另外三任丈夫的名字均从未公开，惟其中一人是爱尔兰人，谢伊曾与他一起去过一次阿什福德城堡。
根据估计，谢伊在去世之际的净资产大概为6亿美元，其中曾有价值340万美元的珠宝、毛皮衣物、设计师手提袋等物品被一名个人助理从家中盗走。谢伊收藏的珠宝一共价值1340万美元，其中最为昂贵的是一条带有8.31克拉绿宝石的57克拉白金女士钻石项链，这条项链系由洛杉矶的凡登高端珠宝（Vartan's Fine Jewelry）所定制，估计价值为140万美元。她还拥有184件设计师钱包、旅行背包、带有黄金硬件的汽车后备箱等饰物，估计价值大约在110万美元左右。除此之外，她还收藏了价值约70万美元美术作品（共58件）以及一架价值约4万美元的施坦威D-274钢琴，而她所拥有的毛皮衣物价值则在10.3万美元左右。
2020年，谢伊用575万美元在加利福尼亚州的比弗利山买下了一座小型宅第。2021年，谢伊以1380万美元的价格卖掉了她在2011年用940万美元在日落大道买下的房产。此外，谢伊对于儿时在东京居住的房屋亦持有共同拥有权。2019冠状病毒病疫情爆发之前，谢伊曾经到巴黎住过半年时间。
谢伊的出生日期经常被媒体错误报道为1960年12月31日，而实际上她的生日应为1961年1月30日。

2023年6月1日，谢伊在洛杉矶因中风去世，其死讯在6月5日由其家人向《人物》杂志首次公布。
谢伊去世后，《璀璨帝国》中的一众搭档以及节目执行制片人杰夫·詹金斯纷纷通过社交媒体向她表达了敬意，Netflix官方也透过社交媒体频道“Golden”表达了纪念。

## 影视作品
| 年份      | 名称                  | 备注       |
| --------- | --------------------- | ---------- |
| 2021–2022 | 《璀璨帝国》          | 共出场22集 |
| 2021      | 《2021年MTV影視大獎》 | 共同主持人 |
| 2021      | 《名人家庭对决》      | 出场1集    |
| 2023      | 不適用                | 电影采访   |

来源：